# 세종중학교 (경기)
세종중학교(世宗中學校)는 대한민국 경기도 여주시 교동에 있는 공립 중학교이다.

## 학교 연혁
- 2005년 12월 26일 : 세종중학교 설립인가
- 2006년 2월 10일 : 초대 조성호 교장 취임
- 2006년 3월 2일 : 개교 및 제1회 입학식 (1학년 11학급 433명)
- 2009년 2월 12일 : 제1회 졸업장 수여식 (졸업생 414명)
- 2022년 9월 1일 : 제5대 최태환 교장 취임
- 2022년 12월 30일 : 제15회 졸업장 수여식(졸업생 267명, 누계 4,762명)
- 2023년 3월 2일 : 제18회 입학식(8학급 239명)

## 참고 자료
- 세종중학교 - 한국교육학술정보원 학교알리미